# فلوتر دهلیزی
فلوتر دهلیزی(به انگلیسی: Atrial flutter) نوعی آریتمی است که در دهلیز قلب رخ می‌دهد. این آریتمی از انواع تاکی کاردی دهلیزی بوده و ناشی از گردش یک پالس الکتریکی بر روی دهلیز راست است. سرعت ضربان بطنی و نبض بیمار حدود ۱۵۰ بار در دقیقه و معمولاً منظم است. ریتم فلوتر دهلیزی منجر به احساس تپش قلب در فرد شده و یکی‌از سمپتوم‌های آن محسوب می‌شود.

## علایم و نشانه‌ها
در مبتلایان به نارسایی قلبی یا اختلال در دریچه‌ها با علائم نارسایی از جمله تنگی نفس و ضعف عمومی همراه بوده و در مبتلایان به تنگی سرخرگی قلبی، ایجاد درد آنژین به همراه دارد.

## تشخیص

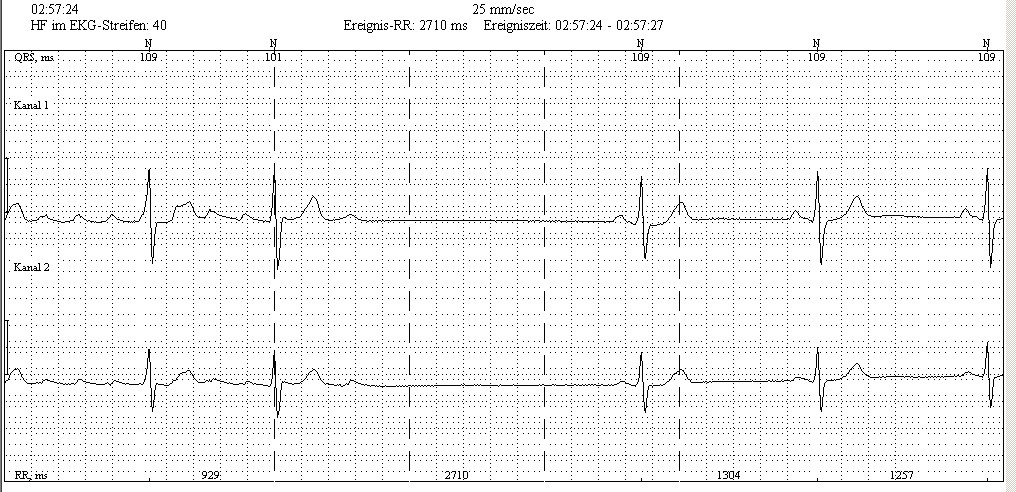
نوار قلب ثبت شده از هولتر: در نوار، فلوتر دهلیزی قابل تشخیص است

در نوار قلبی، موج‌ها به‌صورت دندانه‌اره‌ای هستند به‌طوری‌که برای هر کمپلکس کیو. آر. اس (QRS) چندین موج پی وجود دارد و در اشتقاق‌های IIوIII و V واضح دیده می‌شود.
در شرایط بلوک دهلیزی-بطنی، فرکانس بطنی روی ۱۵۰ ضرب در دقیقه (اگر بلوک ۲ به ۱ باشد) ویا ۱۰۰ پالس‌دقیقه (در شرایط بلوک ۳به۱) و حدود۷۵ بی‌پی‌ام (بلوک۴به۱) تثبیت می‌شود.

## درمان
درمان فلوتر دهلیزی یا با استفاده از کاردیوورژن با جریان مستقیم و انرژی پایین (کمتر از ۵۰ ژول) انجام گرفته یا کاردیوورژن دارویی توسط بتابلوکر و آنتاگونیست کلسیم انجام می‌شود.

## پی‌آمدها
از پیامدها و عوارض فلوتر می‌توان به انواع مشکلات میوکارد و گردش خون اشاره کرد. فلوتر دهلیزی یک مشکل آمبولیژن است و با ایجاد ترومبوز در دهلیز چپ، آمبولی ترومبوزال را در پی خواهد داشت. از دیگر پیامدها می‌توان به موارد زیر اشاره نمود:
- بلوک دهلیزی-بطنی ۱:۱ که در آن تمامی پالس به بطن منتقل شده و بطن‌ها را دچار دیس‌ریتمی می‌کند.
- گذار از فلوتر به فیبریلاسیون دهلیزی
- گذار و تبدیل شدن به فیبریلاسیون بطنی